# Georg Scharnekau
Georg Scharnekau, auch Scharnikau, Scharneköper, Scarabaeus (* 1505 in Hannover; † 15. April 1558 ebenda) war ein Reformator, Theologe und der erste evangelische Prediger überhaupt in Hannover.

## Leben
1505 „vermutlich in dem seiner Familie gehörenden Haus Dammstr. 2“ geboren, immatrikulierte sich Scharnekau im Sommersemester 1522 an der Universität Leipzig. 1527 nahm Scharnekau eine Stellung als Rektor an, erst in Hannover an der Ratschule, ab 1531 dann in Quedlinburg. Vom 31. August 1532 bis zu seinem Tod war Scarabäus anschließend Pastor an der Marktkirche St. Georg in Hannover. Der altgläubige Rat hatte dem Verlangen der Bürger nachgegeben, einen evangelischen Prediger einzustellen. Nach einem Jahr beschwerte sich Scharnekau vor dem Volk, dass der Rat das Evangelium hinderte. Obwohl Scharnekau Einfluss auf das Volk hatte, konnte er die Erregung nicht beilegen. Der alte Rat musste abtreten.
Urbanus Rhegius half, dass nicht Verhältnisse wie in Münster einrissen. Auch Scharnekau bewährte sich als besonnener Mann in trefflicher Weise. Zu seiner Unterstützung wurde Rudolph Moller aus Herford berufen. Vermutlich hat Scharnekau den Entwurf zu einer Kirchenordnung geschaffen, den Rhegius begutachtet hat. Mit diesem Text wurde Scharnekau nach Wittenberg geschickt. Martin Luther und Philipp Melanchthon waren mit ihm einverstanden, rieten aber, den niederdeutschen Wortlaut statt in Wittenberg in Magdeburg zu drucken.
Nikolaus von Amsdorf jedoch widerriet, und der Druck unterblieb. Den zweiten Entwurf schrieb Rhegius. Scharnekau wirkte 25 Jahre lang in seiner Vaterstadt, ab 1540 als Superintendent. Der Dienst war schwer. Mit großer Treue baute er die Gemeinde auf. Doch fehlte es nicht an Rückschlägen, die ihm schwere Anfechtungen einbrachten. Luther, der ihn genau gekannt haben muss, mahnte ihn, nicht allein zu bleiben, um der Anfechtungen Herr zu werden. In seinem Alter heiratete er daher eine ehemalige Begine.

## Grabplatte und Epitaph
Ein – verschollenes – Epitaph des Scarabäus hing im Chor der Hannover und wurde „vermutlich [...] bei der Umgestaltung des Kircheninneren in der 2. Hälfte des 19. Jahrhunderts entfernt.“ Über die eigentliche – heute ebenfalls verschollene – Grabplatte gab der hannoversche Chronist Johann Heinrich Redecker in seiner Historische Collectanea ... zwei unterschiedliche Quellen und Versionen an sowie eine Zeichnung der Inschrift. Nach der ersten Quelle „wurde die Grabplatte 1717 aus der Kirchhofsmauer (der Nikolaikapelle) entfernt“,

„aber im Jahr 1731 an die Kirche S.Nicolai, und zwar an dem Thurm-Ende, auf der Seite nach der Stadt hin, angeheftet und mit Farben geziert.“

Nach der zweiten Quelle „war die Grabplatte in zwei Teile zerbrochen und daraufhin“

„eine Copey auff einem Stein erhöhet gehauen, die Schrift schwartz angestrichen und dieser neue Stein an dem Leichen-Baarhause bey der Capelle S.Nicolai auff der Seite nach der Stadt hin, angeheftet.“

In jedem Fall fand sich der neu angefertigte Grabstein noch im 20. Jahrhundert an der Nikolaikapelle; „über den Verbleib des zerbrochenen Originals ist nichts bekannt“.

## Scharnikaustraße
Die 1955 im hannoverschen Stadtteil Kleefeld angelegte Scharnikaustraße ehrt den „ersten evangelischen Prediger in Hannover“ durch ihre Namensgebung.